# Xiphophorus roseni
Xiphophorus roseni är en fiskart som beskrevs av Meyer och Wischnath, 1981. Xiphophorus roseni ingår i släktet Xiphophorus och familjen Poeciliidae. Inga underarter finns listade i Catalogue of Life.